# Cacosternum nanum
Cacosternum nanum és una espècie de granota que viu a Sud-àfrica, Eswatini i, possiblement també, Lesotho i Moçambic.